# Hyakki Yagyō

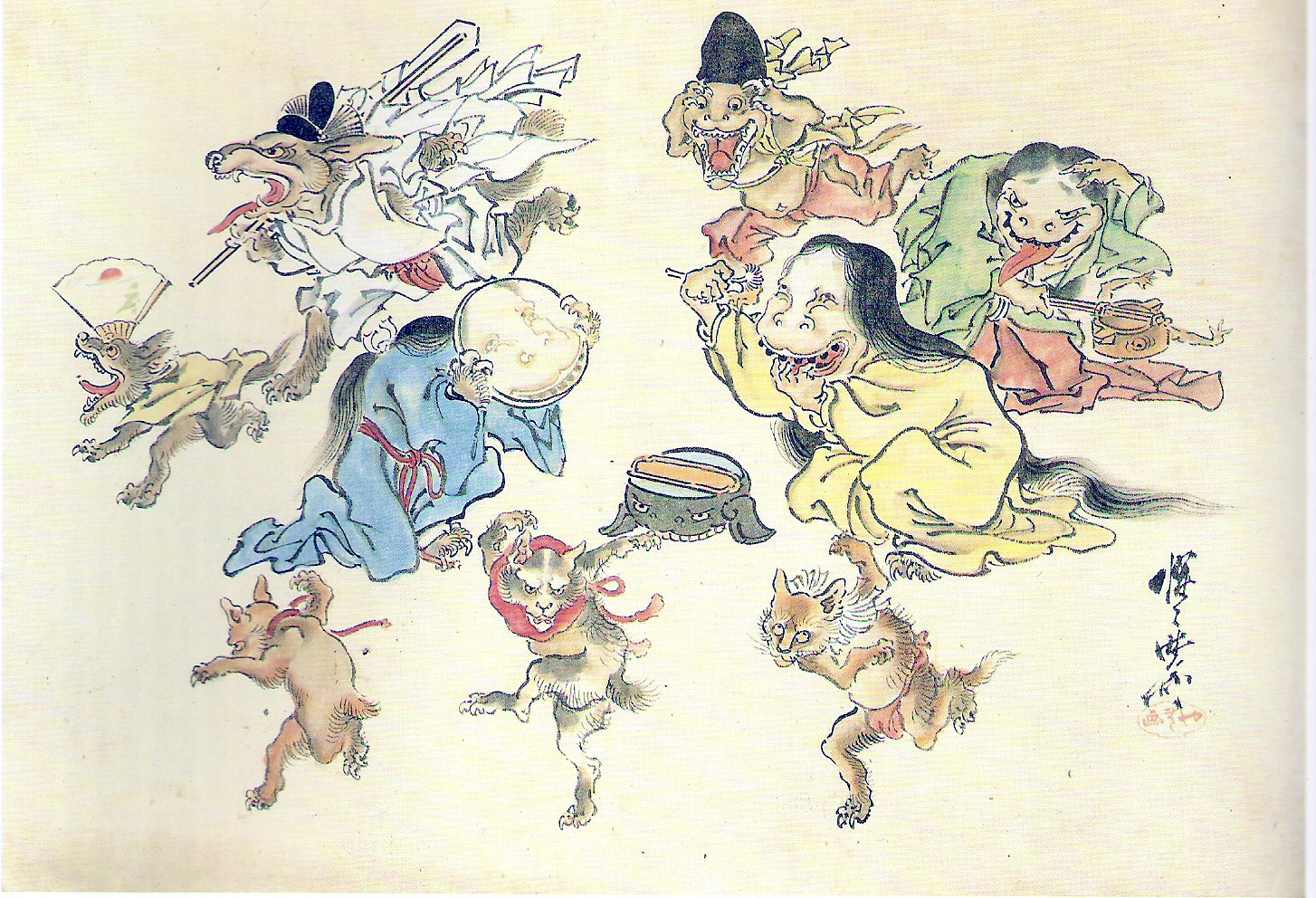
"Hyakki Yagyō" de Kawanabe Kyōsai

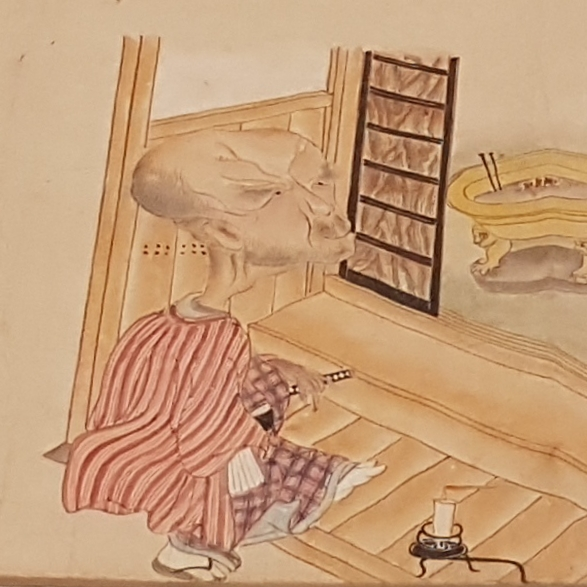
Nurarihyon, yōkai japonés entrando en una casa desde el genkan. Rollo ilustrado de Hyakki Yagyō de "Monstruos a granel" (Bakemono-zukushi) del período Edo, -

Hyakki Yagyō o Hyakki Yakō (en japonés: 百鬼夜行, "desfile nocturno de los cien demonios"), es un concepto del folclore japonés que hace referencia a un desfile compuesto por cientos de tipos de yōkai.

## Descripción

Emaki (rollo ilustrado) de un Desfile nocturno de los cien demonios de Tosa Mitsuoki,.

Se han encontrado rollos ilustrados (emaki) de Hyakki Yagyō ya desde el período Muromachi (siglos XIV-XVI) y el período Edo.
La leyenda dice que todos los años, el yokai Nurarihyon conducirá a todos los yōkai por las calles de Japón durante las noches de verano. Todo el que se cruce con la procesión perecería o sería hecho desaparecer por el yōkai, a menos que estuviese protegido por rollos escritos a mano por los onmyoji, practicantes de onmyōdō y lanzadores de conjuros anti-yokai. Se dice que solo uno del clan onmyoji es lo suficientemente fuerte como para que no le pase nada al encontrase con el Hyakki Yagyo de Nurarihyon.
De acuerdo con la Shūgaishō (拾芥抄), una enciclopedia medieval japonesa, la única manera de mantenerse a salvo del desfile nocturno si pasara por tu casa es permanecer en su interior durante las noches específicas asociadas con el zodiaco chino o entonar cantando el hechizo mágico: "KA-TA-SHI-HA-YA, E-KA-SE-NI-KU-RI-NI, TA-ME-RU-SA-KE, TE-E-HI, A-SHI-E-HI, WA-RE-SHI-KO-NI-KE-RI" (カタシハヤ, エカセニクリニ, タメルサケ, テエヒ, アシエヒ, ワレシコニケリ).

## Literatura
Los hyakki yagyō han aparecido en varios cuentos recogidos por folcloristas japoneses.
- Uji shui Monogatari (宇治拾遺物語), donde un monje se encuentra con un centenar de yokais que pasan por el templo de Ryūsenji.
- Konjaku Monogatari Shuu (今昔物語集), que cuenta que durante la Era Jougan (859-877), el hijo mayor del ministro Fujiwara iba al encuentro de su amante cuando vio a 100 demonios caminando desde la calle principal de la Universidad de Tokio. Pero como su vestimenta tenía escritos sonjoushi, los demonios, al darse cuenta, salieron huyendo.
- El gran espejo (大鏡, Ookagami)
- Goudanshou (江談抄)
- Kohonsetsuwashuu (古本説話集)
- Houbutsushuu (宝物集)

## Arte
El Desfile nocturno de los cien demonios es, desde muy antiguo, un tema popular en el arte visual japonés.
Uno de los ejemplos más antiguos y famosos es el rollo ilustrado manuscrito (emakimono) del siglo XVI Hyakki Yagyō Zu (百鬼夜行図), que se discute su atribución, aunque parece que erróneamente, a Tosa Mitsunobu (1434-1525), ubicado en el Shinju-an de Daitoku-ji, en Kioto. Entre otros rollos ilustrados, el Hyakki Yagyō Emaki (百鬼夜行絵巻), contiene los detalles de cada miembro del desfile del período Muromachi.
Otras obras notables del desfile incluyen las de Toriyama Sekien (Gazu Hyakki Yakō) y Utagawa Yoshiiku. El trabajo de Toriyama presenta a los yokais en entradas enciclopédicas separadas en lugar de estar reunidos en un desfile, mientras que el Kokkei Wanisshi-ki (Registro cómico de la historia japonesa) de Utagawa emplea el tema de los 100 demonios para comentar las acciones militares japonesas contemporáneas en China.

## Cultura popular
- El Hyakumonogatari kaidankai es un juego oral basado en este folclore, muy popular en Japón, que data del período Edo.
- En la película de animación japonesa de 1994, Pompoko de Isao Takahata, producida por Studio Ghibli, los tanukis escenifican una procesión nocturna de demonios.
- En el manga Nurarihyon no Mago, el hyakki yako se usa como un término para designar al clan yōkai y a la procesión que generalmente se forma detrás de su jefe cuando salen.
- Una de las Cartas de Hechizo de Mamizou Futatsuiwa de la saga Touhou Project, corresponde al "Desfile de los 100 Demonios", en el cual el desfile pasa por sobre el desafortunado oponente de la Tanuki.
- El movimiento característico de Typhlosion de Hisui, Marcha Espectral, de Pokémon Leyendas Arceus, llamado ひゃっきやこう (Hyakkiyakō) en japonés.
- En el manga Jujutsu Kaisen 0, el Hyakki Yako fue un atentado terrorista perpetrado por Suguru Geto utilizando miembros de su secta y más de 100 espíritus malditos.
- En el manga Yomi no Tsugai, Gonzo Kagemori, cabeza del Clan Kagemori, tiene en su poder un dúo de Tsugais llamados "Hyakki Yako" con los cuales puede controlar a varios tsugai más.
- En Malevolent Spirits: Mononogatari se menciona este desfile y aparece una ilustración del mismo. Capítulo 1 de la temporada 2 (cap 13 en Crunchyroll)
- En el videojuego Ghostwire: Tokyo se puede ver un hyakki yako en múltiples localizaciones.